# FastTrack
FastTrack es un protocolo de red en donde se pueden intercambiar archivos P2P. Se caracteriza por el uso de supernodos para aliviar la carga de los servidores encargados de sostener la red. Fue utilizado por programas como Kazaa, Grokster, iMesh y Morpheus. FastTrack fue la red de intercambio de archivos más popular en el 2003. Se estima que el número total de usuarios fue mayor que la de Napster en su apogeo. Posee la capacidad de reanudar descargas interrumpidas y descargar simultáneamente varios segmentos de un archivo de múltiples pares. Es empleado por los servicios de intercambio de archivos Kazaa -y sus variantes-, Mammoth, iMesh, entre otros.

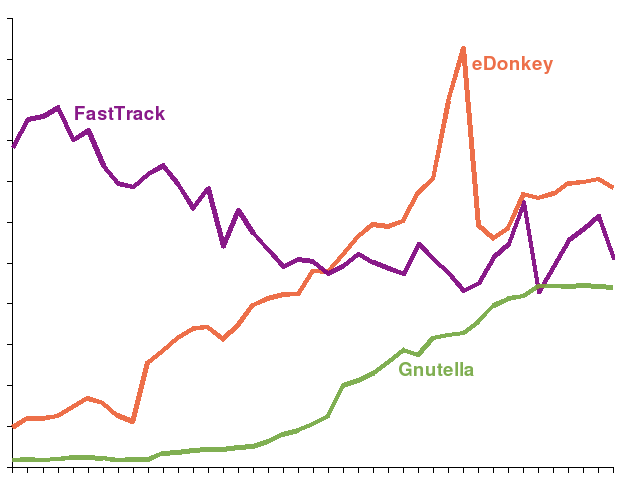
Número de usuarios de las redes FastTrack, eDonkey y Gnutella en el periodo enero de 2003 — mayo de 2006.

Mientras que el protocolo FastTrack se utiliza en software para compartir archivos, otras aplicaciones tienen el mismo nombre, como John Mackin de FastTrack Books y Netscape FastTrack.

## Historia

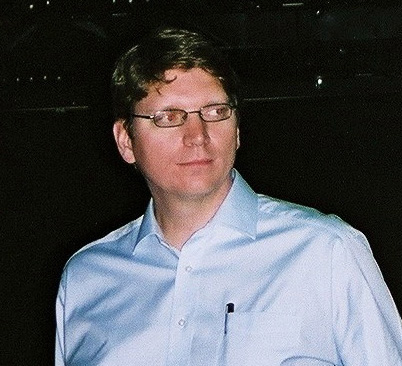
Niklas Zennström, uno de los desarrolladores de la red FastTrack.

El protocolo FastTrack y el cliente Kazaa fueron producto de meses de trabajo de los desarrolladores Niklas Zennström de Suecia, Janus Friis de Dinamarca y el grupo de programadores dirigidos por Jaan Tallin -el mismo que creará más tarde Skype-. Fue introducido en marzo de 2001 por la empresa neerlandesa Consumer Empowerment -compañía dirigida por ellos mismos-. Fue en ese mismo donde se desató la guerra de las redes P2P de la primera generación y cuando en julio Napster es cerrado. La Consumer Empowerment es vendida a la australiana Sharman Network en enero del 2002, debido a que gastaba alrededor de 100.000 dólares al mes en problemas legales. Hacia comienzos del año 2003, FastTrack era la red de distribución de archivos más popular, siendo utilizada principalmente para el intercambio de música, películas y software. Todo eso debido a FastTrack responde a una necesidad de compartir información por parte de los usuarios quienes ya habían visto desaparecer a varios clientes de la primera generación P2P como Audiogalaxy y Napster. Todo ese proceso generó un vacío en el mundo del intercambio P2P, que dio paso a la segunda generación de clientes como eDonkey, FastTrack, Bittorrent y Gnutella. Luego FastTrack y más específicamente Kazaa -anteriormente llamado KaZaA- se convirtió en la punta de la lanza de los internautas. Sin embargo, la decadencia causada en 2004 por las demandas y otros esfuerzos legales en pro de proteger los derechos de autor de la RIAA y MPAA se prolonga hasta el día de hoy. Actualmente, poco más de un millón y medio de usuarios habitan a diario la red FastTrack.

## Funcionamiento
FastTrack al igual que los sistemas P2P como eDonkey y BitTorrent; puede ser clasificada como una red semicentralizada. Es decir existen varios servidores que manejan la información que circula por el sistema, sin que uno en particular maneje y ponga en peligro toda la red. FastTrack emplea un método para aliviar la carga que recae sobre estos, el cual son los llamados supernodos, los cuales fueron ideados por la compañía neerlandesa Kazaa BV.
La mayoría de los componentes que integran esta red son conocidos: clientes (incluidos seeds y peers), servidores y nodos. A saber que un cliente es una persona capaz de conectarse al sistema; un servidor es una computadora que posee amplios recursos para manejar el tráfico que circula en una determinada red y un nodo es la máquina de un cliente que por tener amplios recursos los comparte con el sistema, aliviando la carga de la red.
Los supernodos o superpeers son una característica innovadora de esta red. El principal objetivo de los mismos es mejorar la rapidez y la manera en que fluye la información, manejando algunas de las acciones que más recursos necesitan: el tráfico y las búsquedas (las más representativas). Pero las peculiaridades de estos clientes no termina aquí, cualquier usuario que se conecte a la red -usando el respectivo cliente- puede ser ascendido a este rango. Sin embargo para que se califique de esta manera se debe cumplir con ciertos requisitos en cuanto a recursos: contar con un gran ancho de banda, una computadora con un gran procesador y memoria disponible para poder manejar y enviar toda la información que circula por la red. Muchas veces ni se sabrá si se forma parte del conjunto de supernodos de FastTrack. Cabe destacar que esta clasificación no alterará de alguna manera la búsqueda ni velocidad de conexión del usuario. Tampoco perjudica la seguridad de la computadora, ni satura esta de operaciones, debido a que solo ocupa el 10% de los recursos de esta.
Los servidores centrales en realidad manejan los supernodos, y estos a su vez las conexiones entre los usuarios y las búsquedas. Así, la carga sobre los servidores se ve minimizada de gran manera: ya que no deben manejar y conectar a los usuarios de la red, sino administrar los mencionados supernodo.
Además del sistema de supernodos o superpeers, FastTrack cuenta con otras características que lo identifican. Por ejemplo, posee un sistema de piezas (sistema por el cual se puede descargar un mismo archivo desde varias computadoras) similar al de eDonkey y Bittorrent, pero con un nivel de desarrollo más complejo. Aun con la poca profundidad que da este aspecto, las velocidades de descarga se ven beneficiadas por la posibilidad de descargar diferentes partes de distintas fuentes al mismo tiempo. Si bien no suele utilizar todo el ancho de banda disponible, FastTrack logra tasas de transferencia aceptables.
FastTrack al igual que muchos protocolos para redes P2P, cuenta con un algoritmo de verificación propio. En este caso es uno bastante controversial: UUhash, el cual es capaz de verificar archivos grandes en poco tiempo, aun en computadoras con recursos limitados. Sin embargo, dado su desarrollo permite que la corrupción dentro de los archivos pase desapercibida, por lo que falla muchas veces en su trabajo. Este aspecto del algoritmo es el que ingeniosamente utilizaron y aún utilizan compañías como RIAA o MPAA para incorporar archivos falsos de la red y evitar posibles violaciones de derechos de autor.

## Clientes
Dado que el sistema FastTrack fue desarrollado por una compañía para usos privados, su código no es abierto. Esto hace que solo sus desarrolladores puedan realizar modificaciones al mismo, y que no exista una gran variedad de clientes alternativos al oficial.

### Kazaa
Es el cliente oficial para conectarse a la red FastTrack. Sus principales características son la simpleza y facilidad uso, lo que lo hizo muy popular entre los usuarios novatos del P2P.
Kazaa provee de muchas herramientas que simplifican muchas necesidades en línea, como un reproductor de audio y video, un explorador y un navegador web. Gracias a los programas dañinos incluidos en Kazaa han aparecido diversas versiones alternativas. A continuación se mencionarán algunas.
- Kazaa Lite

Disponible desde el 2002, Kazaa Lite fue el primer cliente en lograr abrir el código de Kazaa. Además de eliminar completamente el programa espía que el primero dejaba pasar desapercibido.
- K-Lite

Luego de que el desarrollo de Kazaa Lite fuera abruptamente abandonado, apareció K-Lite. Sus características no son muy diferentes en relación con Kazaa Lite, salvo que este es un parche para el Kazaa original. A diferencia de Kazaa Lite, K-Lite aún está disponible.

### iMesh
Casi olvidado por todos en el mundo P2P, iMesh es uno de los clientes veteranos que empleados para conectarse a la red FastTrack. Sus características no difireren demasiado de Kazaa, posee una interfaz limpia, fácil de manejar y provee de búsquedas y descargas razonablemente buenas. Aunque lamentablemente posee uno de los aspectos más controversiales de Kazaa: la inclusión de spyware, en especial la publicidad.

### Mammoth
Las principales características de este cliente es su código abierto, libre de programa espía, búsquedas efectivas y descargas rápidas. Es por ello que aunque no es tan conocido como Kazaa ha captado mucha atención en el mundo P2P. Todavía se encuentra en estado beta, y como es lógico no posee un desarrollo complejo como el mencionado Kazaa. Para descargarlo hay que visitar: http://mammoth.sourceforge.net.

### Otros clientes
Los clientes presentados no son los únicos que utilizan la red FastTrack, existen otros como:
- KCeasy: Requiere plugin.
- Morpheus: Estuvo disponible hasta el año 2002.
- Apollon: Disponible solo para Linux. También es capaz de conectarse a OpenFT, Gnutella y Ares.
- MLDonkey: Capaz de conectarse parcial o totalmente a BitTorrent, DirectConnect, eDonkey, Kademlia y Overnet simultáneamente y descargar un archivo de varias redes empleando swarming.
- Kazaa Lite Resurrection: Variación del cliente original.
- Kazaa Lite Tools: Variación del cliente original.
- XFactor: Solo disponible para Mac.
- giFT: Permite conectarse a FastTrack por medio de un plug-in, pero también a Gnutella, Ares Galaxy y OpenFT sin necesidad de este.

## Problemas más frecuentes

### Conexión
Los problemas de conexión con servidores están presentes de forma poco frecuente en la red FastTrack. Ese tipo de fallos puede provenir de dos vías diferentes. La principal causa le concierne al usuario y está relacionada con los puertos. Los puertos son entradas que permiten la circulación de información de la computadora hacia la red y viceversa, para diferenciarlos se enumeran, por ejepmlo puerto 2.154. Por defecto, el puerto que Kazaa y la mayoría de los clientes alternativos utilizan es el 1.214. En caso de fallos por lo general se pueden resolver con herramientas de verificación de puertos. Si se descubre que el puerto 1.214 está cerrado, se deben cambiar las opciones del cliente empleadas y el puerto que conecta a la red FastTrack. En estos casos, es recomendable configurar el puerto entre el 3.000 y el 4.000 que se conozca que este abierto.
Por otro lado, puede ser que el servidor de FastTrack no se encuentre en línea. Debido a su estructura semicentralizada esta situación puede ocurrir (aunque es no es muy común) en cualquier momento. Teniendo en cuenta la gran cantidad de problemas que esta red sufre a diario, no es nada improbable que esto pueda llegar a suceder.

### Velocidad de descarga
Al descargar archivos utilizando el protocolo FastTrack se puede sufrir uno de los males más temidos:  las descargas interminables. Esto se debe, al modo en que sistema está desarrollado. En pocas palabras, FastTrack utiliza un sistema de colas de espera similar al de eDonkey, que organiza la manera en que los usuarios descargan los archivos que desean. Sin embargo, gracias a la proliferación de archivos con una sola o pocas fuentes, puede darse la situación de que la descarga se ralentize o nunca se llegue a completar. Esto suele suceder cuando se recibe este mensaje remotely queued de las fuentes de las que se intenta descargar información, y significa que el lugar en la cola es muy lejano o que hay muchos usuarios esperando descargar el mismo archivo.

### Búsquedas
Al igual de la red eDonkey, el problema de búsquedas insatisfactorias tiende a darse por la falta de paciencia que tienen los usuarios que se conecta al sistema. La solución suele ser muy sencilla: esperar que el supernodo al que se haya conectado haga las conexones pertinetes con otro de su misma naturaleza y, por supuesto, con el servidor. Una vez hecho esto la búsqueda serán cuestión de unos segundos. Aun así es recomendable verificar el puerto 1.214 y, si esté no admite conexiones se debe cambiar por otro entre 3.000 y 4.000 en las opciones de su cliente.
Si tras realizado un cambio de puertos no se logra conectar correctamente a la red FastTrack, se puede probar una última alternativa: actualizar la lista de supernodos. Para evitar identificar a todos los nodos cada vez que se conecte a la red, todos los clientes cuentan con una lista de supernodos conocidos y estables. Sin embargo, la inestabilidad general de este sistema, hace que muchas veces esta lista quede obsoleta en pocos meses. Si bien esta característica sólo es posible si se usan clientes alternativos al oficial. Esta puede ser la solución a todos nuestros problemas de conexión.

### Malware
Poseer programas maliciosos es un problema asociado más que todo al cliente oficial. De todas las acusaciones que ha sufrido Kazaa a través de los años la de poseer programa espía es una de las que más usuarios le ha costado a esta aplicación. La velocidad en que estos migraban aumentó cuando dichos rumores se confirmaron, y dejaron a la luz una gran cantidad de programas maliciosos que se instalaban en las computadoras. Entre estos están:
- Cydoor: Es considerado uno de los programas espía más famosos. Su principal objetivo es molestar al usuario desplegando información mientras este navega por la red.
- GAIN: Mantiene un registro de los sitios que se visita a diario, identifica gustos y preferencias del usuario y hace llegar publicidad, que desde su perfil supuestamente son interesantes.
- InstaFinder: Este programa espía redirige al usuario cuando este escribe mal una dirección de internet.
- RX Toolbar: Este programa espía es considerado como uno de los más molestos ya que instala una barra supuestamente útil sin que el usuario pueda hacer algo al respecto, y recopila datos personales e información sobre nuestro gustos y hábitos.